# 青木宗也
青木 宗也（あおき そうや、1923年11月2日 - 1995年11月18日）は、日本の法学者（労働法）。法学博士（法政大学・論文博士・1960年）（学位論文「労働条件の労働法学的研究」）。法政大学名誉教授。法政大学元総長。正四位勲二等旭日重光章。

## 略歴・人物
1923年11月2日、愛知県生まれ。1947年、法政大学法学部法律学科を卒業。法政大学大学院社会科学研究科修士課程修了、同博士課程単位取得満期退学。1960年、「労働条件の労働法学的研究」で法政大学より法学博士の学位を取得。同法学部助教授、教授を務めた。
1979年4月の東京都知事選挙では、社会党・共産党推薦の太田薫の確認母体「明るい革新都政をつくる会」の代表を務めた。
1984年から1988年まで法政大学総長。1992年、定年退任、名誉教授、大学基準協会理事長。
1995年11月18日死去、72歳。叙正四位、勲二等旭日重光章追贈。

## 著書
- 『職場の労働法』労働旬報社 1963
- 『労働基準法入門』労働旬報社 1966 労旬新書
- 『時間外労働と労働者の権利 三六協定の理論と実務』労働旬報社 1967 労旬新書
- 『個別的労働関係法 職場における労働者と労働法』日本評論社 1969
- 『労働時間法の研究』日本評論社 1971
- 『職場活動の権利』労働教育事業センター 1973
- 『労働法』日本評論社 1976
- 『地方公務員の権利と法理』勁草書房 1980
- 『大学論 大学「改革」から「大学」改革へ』大学基準協会 1996

## 共編著
- 『就職から失業まで 従業員の法・組合員の法』有泉亨共著 法政大学出版局 1955
- 『権利のための労働法』秋田成就共著 洸伸社 1961 のち法政大学出版局
- 『労働条件問答』編 労働旬報社 1968 労旬新書
- 『労働法 学説・判例 労働団体法』片岡曻共編 法律文化社、1971 学説・判例双書
- 『労働法 学説・判例労働者保護法』片岡曻共編 法律文化社 1971 学説・判例双書
- 『転換期における労働組合の権利闘争』沼田稲次郎、松岡三郎共編 労働旬報社 1973
- 『労働基準法講義』秋田成就共編 青林書院新社 1973 青林講義シリーズ
- 『自治体労働者の権利』中山和久共編 労働旬報社 1974
- 『労働基準法の基礎』山本吉人共編 青林書院新社 1976 基礎法律学大系
- 『教育公務員の勤務条件』編 勁草書房 1977 教育法学叢書
- 『教育の法律相談』兼子仁共編著 総合労働研究所 1977 教育を考えるシリーズ
- 『労働法の実務相談』竹下英男、山本吉人共編著 総合労働研究所 1977
- 『地方公務員法』室井力共編 日本評論社 1978 別冊法学セミナー
- 『判例ノート労働法』横井芳弘共編 法学書院 1979
- 『官公労働法の基礎』中山和久共編 青林書院新社 1980 基礎法律学大系
- 『司法の反動化と労働基本権』山本博共編 日本評論社 1980
- 『中小零細企業の労働法』清水洋二共著 日本評論社 1984
- 『労働関係法』金子征史共著 日本評論社 1990
- 『大学・短大の自己点検・自己評価』編著 エイデル研究所 1992
- 『JRにおける労働者の権利』中山和久共編著 日本評論社 1993
- 『労働基準法』片岡曻共編 青林書院 1994-1995 注解法律学全集
- 『大学改革と大学評価』編著 大学基準協会 1995 JUAA選書
- 『大学改革を探る 大学改革に関する全国調査の結果から』示村悦二郎共編著 大学基準協会 1996 JUAA選書

## 記念論集
- 『労働基準法の課題と展望 青木宗也先生還暦記念論文集』日本評論社 1984